# Yohan Blake
Yohan Blake (* 26. prosince 1989, Saint James Parish) je jamajský atlet, sprinter. V současnosti je s osobními rekordy 9,69 s. na stovce a 19,26 s. na dvoustovce druhým nejrychlejším mužem historie za svým krajanem Usainem Boltem. Je také spoludržitelem světového rekordu ve štafetě na 4 x 100 metrů.

## Závodní kariéra
První mezinárodní úspěchy získal v roce 2006 na juniorském mistrovství světa v Pekingu, kde vybojoval bronzovou medaili v běhu na 100 metrů a zlato ve štafetě na 4×100 metrů.
V roce 2011 vybojoval v jihokorejském Tegu časem 9,92 s titul mistra světa v běhu na 100 metrů, když využil zaváhání svého krajana Usaina Bolta, který byl ve finále za předčasný start diskvalifikován. Na témže šampionátu dopomohl na třetím úseku jamajské štafetě na 4×100 m k novému světovému rekordu 37,04 s.
16. září 2011 při závěrečném mítinku Diamantové ligy v Bruselu zaběhl dvoustovku ve druhém nejlepším času historie 19,26 s. Za světovým rekordem svého krajana Usaina Bolta zaostal o 7 setin sekundy. Na Letních olympijských hrách 2012 v Londýně vybojoval dvě stříbrné medaile v individuálních závodech na 100 a 200 metrů. V obou případech byl rychlejší jen jeho krajan Usain Bolt, se kterým později vybojoval zlatou medaili ve štafetě na 4×100 metrů. Na zlatu se dále podílel Nesta Carter a Michael Frater. Jamajské kvarteto dokázalo poprvé v historii pokořit hranici 37 sekund a časem 36,84 s o 20 setin vylepšilo původní maximum ze světového šampionátu v Tegu v roce 2011.
24. srpna 2012 na mítinku Diamantové ligy ve švýcarském Lausanne zaběhl stovku v čase 9,69 s a jako třetí sprinter v historii pokořil hranici 9,70 s. Pod tento čas se dostal jednou také Američan Tyson Gay a třikrát Usain Bolt.
Na světovém šampionátu v roce 2017 obsadil ve finále běhu na 100 metrů čtvrté místo.

## Osobní rekordy
Dráha
- 100 m – 9,69 s – 24. srpna 2012, Lausanne
- 200 m – 19,26 s – 16. září 2011, Brusel
- Běh na 4 × 100 metrů – 36,84 s (LOH 2012, Londýn)  (Současný světový rekord)